# Andreschka Großmann
Andreschka Großmann (* 1959 als Andrea Großmann; † 2022) war eine deutsche Synchronsprecherin.

## Leben
Andreschka Großmann war ab den 1980er Jahren bei wenigen Projekten als Schauspielerin aktiv. Ab 1990 wurde sie jedoch in Berlin als Synchronsprecherin für Film und Fernsehen tätig. Insgesamt sprach sie 170 Sprechrollen ein.
2013 veröffentlichte sie einen Dokumentarfilm über bipolare Störungen mit dem Titel Die schönste Krankheit der Welt.

## Synchronrollen (Auswahl)

### Filme
- 1993: Schindlers Liste: Geno Lechner als Ruth Irene Kalder
- 1999: Star Wars: Episode I – Die dunkle Bedrohung als Protokolldroide TC-14
- 1999: Die Bibel – Esther: Louise Lombard als Esther
- 2000: Red Planet als Bordcomputer
- 2003: X-Men 2: Rebecca Romijn als Mystique
- 2005: V wie Vendetta: Cosima Shaw als Patricia
- 2006: X-Men: Der letzte Widerstand: Rebecca Romijn als Mystique

### Serien
- 1994: D.E.A. – Krieg den Drogen: Terri Treas als Ellen Brunner
- 1994–1997: Aaahh!!! Monster als Oblina (Zeichentrick)
- 2001: Arjuna als Cindy Klein (Anime)
- 2003–2007: Au Schwarte! als Entje (Animation)
- 2004–2007: Gilmore Girls: Kathleen Wilhoite als Liz Danes
- 2007: Paranoia Agent als Maromi (Anime)